# Kaos (film, 2005)
Kaos (engelska: Havoc) är en amerikansk-tysk långfilm från 2005 i regi av Barbara Kopple, med Anne Hathaway, Bijou Phillips, Shiri Appleby och Michael Biehn i rollerna.

## Handling
Tre rika tjejer som lever i Los Angeles upptäcker hiphop-kulturen och de blir inspirerade att härma livsstilen. Men de hamnar i trubbel när de stöter på en riktig grupp knarklangare.

## Rollista
| Anne Hathaway        | – Allison Lang |
| Bijou Phillips       | – Emily        |
| Shiri Appleby        | – Amanda       |
| Michael Biehn        | – Stuart Lang  |
| Joseph Gordon-Levitt | – Sam          |
| Matt O'Leary         | – Eric         |
| Freddy Rodríguez     | – Hector       |
| Laura San Giacomo    | – Joanna Lang  |
| Mike Vogel           | – Toby         |
| Raymond Cruz         | – Chino        |
| Alexis Dziena        | – Sasha        |
| Channing Tatum       | – Nick         |
| Jose L. Vasquez      | – Manuel       |
| Luis Robledo         | – Ace          |
| Sam Hennings         | – Mr. Rubin    |